# ARHGAP44
ARHGAP44‏ (Rho GTPase activating protein 44) هوَ بروتين يُشَفر بواسطة جين ARHGAP44 في الإنسان.